# Jardin Villemin

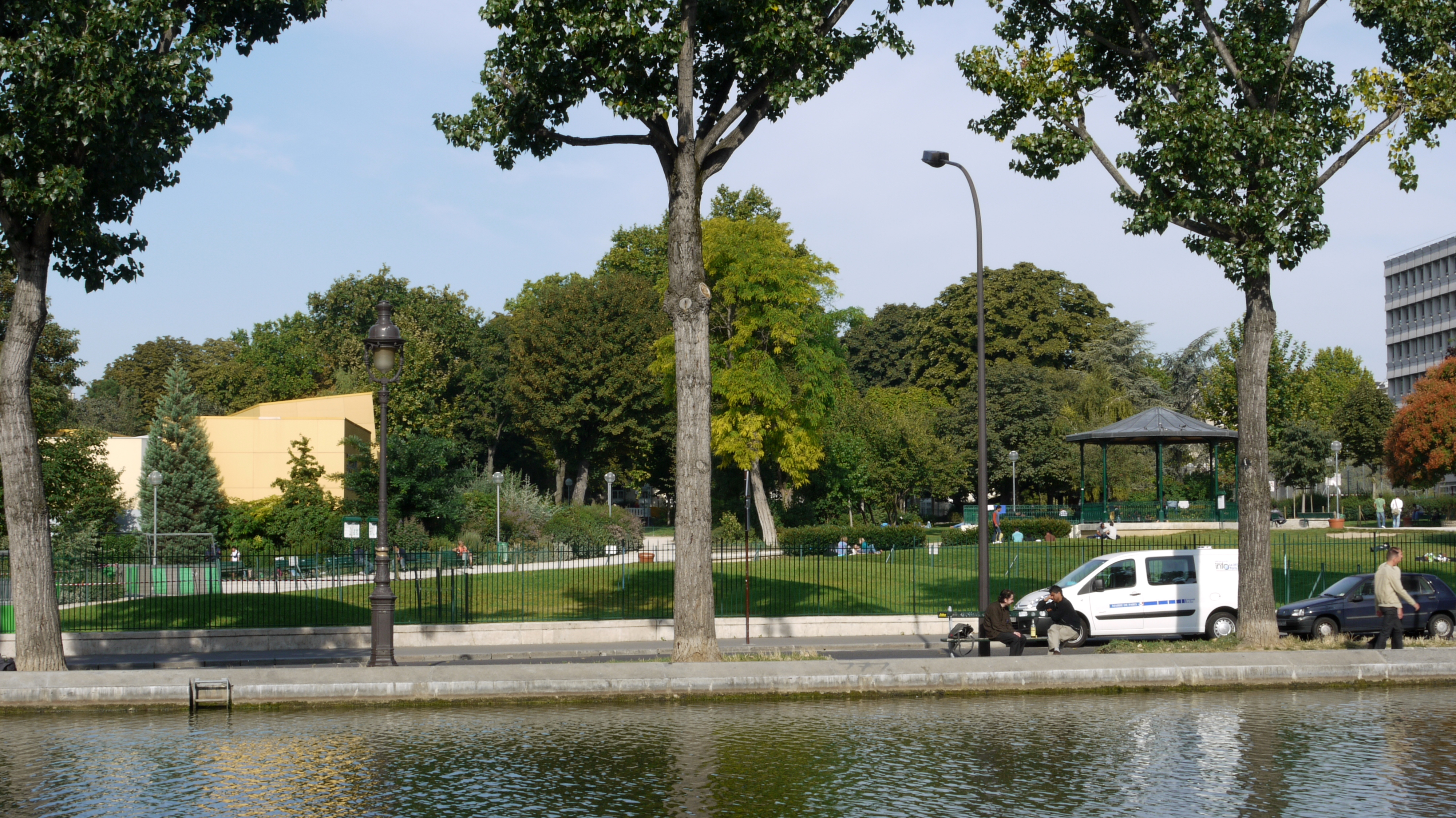
Het park met op de voorgrond het Canal Saint-Martin en de Quay de Valmy

De Jardin Villemin is een openbaar park in het 10e arrondissement van Parijs met een oppervlakte van 19 690 m². Het park werd gecreëerd in 1977 op de plaats waar het voormalig militair ziekenhuis van Villemin werd afgebroken. Het park bevindt zich tussen het Canal Saint-Martin en de place du 11 novembre 1918, nabij het Gare de l'Est en het voormalig Recolettenklooster.
De tuin is vernoemd naar Jean-Antoine Villemin, de arts die in 1865 bewees dat tuberculose een besmettelijke ziekte is.
Bois de Boulogne ·
Bois de Vincennes ·
Coulée verte René-Dumont ·
Le Jardin d'acclimatation ·
Jardin Atlantique ·
Jardin du Bassin de l'Arsenal ·
Jardin du Champ-de-Mars ·
Jardin du Luxembourg ·
Jardin des Tuileries ·
Jardins des Champs-Élysées ·
Jardins des Halles ·
Jardins du Palais-Royal ·
Jardin des Plantes ·
Jardin des serres d'Auteuil ·
Parc André Citroën ·
Parc de Bagatelle ·
Parc de Belleville ·
Parc de Bercy ·
Parc de Boulogne ·
Parc des Buttes-Chaumont ·
Parc floral de Paris ·
Parc Georges Brassens ·
Parc Monceau ·
Parc Montsouris ·
Parc de la Villette ·
Cité universitaire
Zie ook: Lijst van bezienswaardigheden in Parijs